# Varaville
Varaville är en kommun i departementet Calvados i regionen Normandie i norra Frankrike. Kommunen ligger i kantonen Cabourg som ligger i arrondissementet Caen. År 2022 hade Varaville 1 028 invånare.

## Befolkningsutveckling
Antalet invånare i kommunen Varaville
Referens:INSEE